# Malmkrog
Malmkrog (título internacional: The Manor House; título en español: La casa señorial) es una película dramática de 2020 coproducida internacionalmente y dirigida por Cristi Puiu.
Ambientada en la Transilvania de principios del siglo XX, en la mansión en la ladera nevada de un alegre aristócrata llamado Nikolai (Frédéric Schulz-Richard), la película sigue durante casi la totalidad de sus 200 minutos una serie de sinuosas conversaciones entre un grupo de la élite burguesa, entre ellos la esposa de un general ruso (Diana Sakalauskaité), una joven cristiana devota (Marina Palii), un noble franco-ruso (Ugo Broussot) y una mujer de mediana edad (Agathe Bosch) cuya visión pesimista del mundo parece encarnan la esencia del libro de Soloviev.
Las conversaciones siempre vuelven a un tema central: si se debe adoptar un enfoque no violento para la organización de la sociedad (la actitud de Tolstoi, que Solovyov aborrecía), o abordar el deber de hacer la guerra con un espíritu cristiano fervientemente comprometido.
Se mostró en la sección Encuentros en el 70.º Festival Internacional de Cine de Berlín, donde también ganó el Premio al Mejor Director.

## Reparto
- Frédéric Schulz-Richard como Nikolai
- Agathe Bosch como Madeleine
- Marina Palii como Olga
- Diana Sakalauskaité como Ingrida
- Ugo Broussot como Edouard
- István Téglás como István
- Zoe Puiu como Zoechka